# 카를로스 쿠에스타
카를로스 쿠에스타(스페인어: Carlos Eccehomo Cuesta Figueroa, 1999년 3월 9일~)는 콜롬비아의 축구 선수이다. 헹크와 콜롬비아 축구 국가대표팀에서 수비수로 활동하고 있다.

## 구단 경력
2019년 7월 5일, 벨기에의 KRC 헹크와의 2024년 6월까지의 계약을 발표했다.

## 국가대표팀 경력
2021년 9월 9일, 칠레와의 월드컵 예선전에서 A대표팀 데뷔전을 치렀다.